# Quingentole
Quingentole és un municipi situat al territori de la província de Màntua, a la regió de la Llombardia, (Itàlia).

Quingentole limita amb els municipis de Pieve di Coriano, Quistello, Schivenoglia, Serravalle a Po i Sustinente.

Localització de Quingentole a la província de Màntua